# Deaflympics d'été
Navigation
- 1924
- 1928
- 1931
- 1935
- 1939
- 1949
- 1953
- 1957
- 1961
- 1965
- 1969
- 1973
- 1977
- 1981
- 1985
- 1989
- 1993
- 1997
- 2001
- 2005
- 2009
- 2013
- 2017

Les Deaflympics d'été sont un événement sportif international organisé tous les quatre ans. La première célébration des Jeux d'été a lieu dans la capitale française de Paris en 1924. Les Deaflympics d'été ont lieu tous les quatre ans de 1924 à 1939. Et puis les Deaflympics d'été sont suspendus à cause la Seconde Guerre mondiale. En 1949, ils sont repris avec les Deaflympics d'hiver, les Jeux d'hiver sont organisés la même année que les Deaflympics d'été en deux fois: 1949 et 1953 ensuite les Deaflympics d'hiver sont décalés en deux ans pour séparer les Deaflympics d'été en écart de deux ans. L'organe de direction des Deaflympics, le Comité international des sports des Sourds (CISS), décide à cette date de placer les Deaflympics d'hiver et d'été en alternance sur les années impaires d'un cycle de quatre ans.

## Sports

### Disciplines sportives

#### Sports individuels
- Athlétisme
- Gymnastique artistique
- Badminton
- Bowling
- Course d'orientation
- Cyclisme sur la route
- Judo
- Karate
- Lutte
- Natation
- Plongeon
- Taekwondo
- Tennis
- Tennis de table
- Tir sportif
- VTT

#### Sports en équipe
- Basket-ball
- Beach-volley
- Football
- Handball
- Volley-ball
- Water-polo

### Évolution du nombre d'épreuves par sport
| Disciplines officielles actuelles                     | Disciplines officielles actuelles | Disciplines officielles actuelles | Disciplines officielles actuelles | Disciplines officielles actuelles | Disciplines officielles actuelles | Disciplines officielles actuelles | Disciplines officielles actuelles | Disciplines officielles actuelles | Disciplines officielles actuelles | Disciplines officielles actuelles | Disciplines officielles actuelles | Disciplines officielles actuelles | Disciplines officielles actuelles | Disciplines officielles actuelles | Disciplines officielles actuelles | Disciplines officielles actuelles | Disciplines officielles actuelles | Disciplines officielles actuelles | Disciplines officielles actuelles | Disciplines officielles actuelles | Disciplines officielles actuelles | Disciplines officielles actuelles | Disciplines officielles actuelles | Disciplines officielles actuelles | Disciplines officielles actuelles |
|                                                       |                                   |                                   | XXe siècle                        | XXe siècle                        | XXe siècle                        | XXe siècle                        | XXe siècle                        | XXe siècle                        | XXe siècle                        | XXe siècle                        | XXe siècle                        | XXe siècle                        | XXe siècle                        | XXe siècle                        | XXe siècle                        | XXe siècle                        | XXe siècle                        | XXe siècle                        | XXe siècle                        | XXe siècle                        | XXIe                              | XXIe                              | XXIe                              | XXIe                              | XXIe                              |
| Sport (Discipline)                                    | Sport (Discipline)                | Sport (Discipline)                | 24                                | 28                                | 31                                | 35                                | 39                                | 49                                | 53                                | 57                                | 61                                | 65                                | 69                                | 73                                | 77                                | 81                                | 85                                | 89                                | 93                                | 97                                | 01                                | 05                                | 09                                | 13                                | 17                                |
| ----------------------------------------------------- | --------------------------------- | --------------------------------- | --------------------------------- | --------------------------------- | --------------------------------- | --------------------------------- | --------------------------------- | --------------------------------- | --------------------------------- | --------------------------------- | --------------------------------- | --------------------------------- | --------------------------------- | --------------------------------- | --------------------------------- | --------------------------------- | --------------------------------- | --------------------------------- | --------------------------------- | --------------------------------- | --------------------------------- | --------------------------------- | --------------------------------- | --------------------------------- | --------------------------------- |
| Athlétisme                                            | Athlétisme                        |                                   | 16                                |                                   | 23                                | 23                                | 23                                | 24                                | 26                                | 32                                | 32                                | 33                                | 35                                | 36                                | 37                                | 37                                | 35                                | 36                                | 37                                | 40                                | 43                                | 42                                | 43                                | 44                                |                                   |
| Badminton                                             | Badminton                         |                                   |                                   |                                   |                                   |                                   |                                   |                                   |                                   |                                   |                                   |                                   |                                   |                                   |                                   |                                   | 5                                 | 5                                 | 6                                 | 6                                 | 6                                 | 6                                 | 6                                 | 5                                 |                                   |
| Basket-ball                                           | Basket-ball                       |                                   |                                   |                                   |                                   |                                   |                                   | 1                                 | 1                                 | 1                                 | 1                                 | 1                                 | 1                                 | 1                                 | 1                                 | 2                                 | 2                                 | 2                                 | 2                                 | 2                                 | 2                                 | 2                                 | 2                                 | 2                                 |                                   |
| Bowling                                               | Bowling                           |                                   |                                   |                                   |                                   |                                   |                                   |                                   |                                   |                                   |                                   |                                   |                                   |                                   |                                   |                                   |                                   |                                   |                                   | 10                                | 10                                | 10                                | 10                                | 8                                 |                                   |
| Course d'orientation                                  | Course d'orientation              |                                   |                                   |                                   |                                   |                                   |                                   |                                   |                                   |                                   |                                   |                                   |                                   |                                   |                                   |                                   |                                   |                                   |                                   | 6                                 | 6                                 | 5                                 | 8                                 | 8                                 |                                   |
| C y c l i s m e                                       | VTT                               |                                   |                                   |                                   |                                   |                                   |                                   |                                   |                                   |                                   |                                   |                                   |                                   |                                   |                                   |                                   |                                   |                                   |                                   |                                   |                                   |                                   |                                   | 2                                 |                                   |
| C y c l i s m e                                       | Sur route                         |                                   | 3                                 |                                   | 1                                 | 1                                 | 1                                 | 1                                 | 1                                 | 3                                 | 3                                 | 3                                 | 3                                 | 3                                 | 3                                 | 4                                 | 4                                 | 4                                 | 5                                 | 4                                 | 4                                 | 4                                 | 4                                 | 7                                 |                                   |
| Football                                              | Football                          |                                   | 1                                 | 1                                 | 1                                 | 1                                 | 1                                 | 1                                 | 1                                 | 1                                 | 1                                 | 1                                 | 1                                 | 1                                 | 1                                 | 1                                 | 1                                 | 1                                 | 1                                 | 1                                 | 1                                 | 2                                 | 2                                 | 2                                 |                                   |
| Gymnastique artistique                                | Gymnastique artistique            |                                   |                                   |                                   |                                   |                                   |                                   |                                   |                                   | 2                                 | 13                                |                                   | 12                                |                                   |                                   |                                   |                                   |                                   |                                   |                                   |                                   |                                   |                                   |                                   |                                   |
| Handball                                              | Handball                          |                                   |                                   |                                   |                                   |                                   |                                   |                                   |                                   |                                   |                                   |                                   | 2                                 | 1                                 | 1                                 | 1                                 | 1                                 | 1                                 | 1                                 | 1                                 | 2                                 | 1                                 | 1                                 | 1                                 |                                   |
| Judo                                                  | Judo                              |                                   |                                   |                                   |                                   |                                   |                                   |                                   |                                   |                                   |                                   |                                   |                                   |                                   |                                   |                                   |                                   |                                   |                                   |                                   |                                   |                                   | 10                                | 17                                |                                   |
| Karaté                                                | Karaté                            |                                   |                                   |                                   |                                   |                                   |                                   |                                   |                                   |                                   |                                   |                                   |                                   |                                   |                                   |                                   |                                   |                                   |                                   |                                   |                                   |                                   | 5                                 | 12                                |                                   |
| Lutte                                                 | Lutte                             |                                   |                                   |                                   |                                   |                                   |                                   |                                   |                                   |                                   | 16                                | 16                                | 16                                | 20                                | 20                                | 20                                |                                   | 18                                | 20                                | 16                                | 16                                | 14                                | 14                                | 14                                |                                   |
| N a t a t i o n                                       | Natation                          |                                   | 6                                 |                                   | 11                                | 10                                | 11                                | 14                                | 14                                | 14                                | 14                                | 15                                | 17                                | 17                                | 26                                | 26                                | 29                                | 31                                | 32                                | 32                                | 32                                | 38                                | 38                                | 38                                |                                   |
| N a t a t i o n                                       | Plongeon                          |                                   | 1                                 |                                   | 1                                 | 1                                 | 1                                 | 1                                 | 1                                 | 1                                 | 1                                 | 1                                 | 1                                 |                                   |                                   |                                   |                                   |                                   |                                   |                                   |                                   |                                   |                                   |                                   |                                   |
| N a t a t i o n                                       | Water-polo                        |                                   |                                   |                                   |                                   |                                   |                                   | 1                                 |                                   | 1                                 | 1                                 |                                   |                                   |                                   | 1                                 | 1                                 | 1                                 |                                   | 1                                 | 1                                 | 1                                 | 1                                 | 1                                 |                                   |                                   |
| Taekwondo                                             | Taekwondo                         |                                   |                                   |                                   |                                   |                                   |                                   |                                   |                                   |                                   |                                   |                                   |                                   |                                   |                                   |                                   |                                   |                                   |                                   |                                   |                                   |                                   | 7                                 | 13                                |                                   |
| Tennis                                                | Tennis                            |                                   | 2                                 |                                   | 5                                 | 5                                 | 5                                 | 5                                 | 5                                 | 5                                 | 5                                 | 5                                 | 5                                 | 5                                 | 5                                 | 5                                 | 5                                 | 5                                 | 5                                 | 5                                 | 5                                 | 5                                 | 5                                 | 5                                 |                                   |
| Tennis de table                                       | Tennis de table                   |                                   |                                   |                                   |                                   |                                   |                                   |                                   |                                   | 5                                 | 5                                 | 7                                 | 7                                 | 7                                 | 5                                 | 7                                 | 7                                 | 7                                 | 7                                 | 7                                 | 7                                 | 7                                 | 7                                 | 7                                 |                                   |
| Tir sportif                                           | Tir sportif                       |                                   | 1                                 |                                   | 1                                 |                                   | 2                                 | 3                                 | 3                                 | 4                                 | 3                                 | 3                                 | 3                                 | 4                                 | 4                                 | 4                                 | 4                                 | 8                                 | 7                                 | 7                                 | 6                                 | 6                                 | 10                                | 11                                |                                   |
| \| V o l e y - \| b a l \| \| ----------- \| ----- \| | de plage                          |                                   |                                   |                                   |                                   |                                   |                                   |                                   |                                   |                                   |                                   |                                   |                                   |                                   |                                   |                                   |                                   |                                   |                                   |                                   |                                   | 2                                 | 2                                 | 2                                 |                                   |
| \| V o l e y - \| b a l \| \| ----------- \| ----- \| | en salle                          |                                   |                                   |                                   |                                   |                                   |                                   |                                   |                                   |                                   |                                   |                                   | 2                                 | 2                                 | 2                                 | 2                                 | 2                                 | 2                                 | 2                                 | 2                                 | 2                                 | 2                                 | 2                                 | 2                                 |                                   |
| Compétitions                                          | Compétitions                      | Compétitions                      | 31                                | 38                                | 43                                | 41                                | 44                                | 51                                | 52                                | 69                                | 95                                | 85                                | 105                               | 97                                | 106                               | 110                               | 96                                | 120                               | 126                               | 140                               | 143                               | 147                               | 177                               | 207                               |                                   |
| V o l e y -                                           | b a l                             |                                   |                                   |                                   |                                   |                                   |                                   |                                   |                                   |                                   |                                   |                                   |                                   |                                   |                                   |                                   |                                   |                                   |                                   |                                   |                                   |                                   |                                   |                                   |                                   |

## Localisation des éditions des Deaflympics
|                                                  | Deaflympics d'été | Deaflympics d'été             | Deaflympics d'été | Deaflympics d'été        |
| ------------------------------------------------ | ----------------- | ----------------------------- | ----------------- | ------------------------ |
| Année                                            | no                | Ville hôte, Pays              | Continent         | Nbre athlètes, Nbre Pays |
| 1924                                             | 1                 | Paris, France                 | Europe            | 148, 9 pays              |
| 1928                                             | 2                 | Amsterdam, Pays-Bas           | Europe            | 212, 10 pays             |
| 1931                                             | 3                 | Nuremberg , Allemagne         | Europe            | 316, 14 pays             |
| 1935                                             | 4                 | Londres, Royaume-Uni          | Europe            | 221, 12 pays             |
| 1939                                             | 5                 | Stockholm, Suède              | Europe            | 250, 13 pays             |
| Suspension à cause de la Seconde Guerre mondiale |                   |                               |                   |                          |
| 1949                                             | 6                 | Copenhague, Danemark          | Europe            | 391, 14 pays             |
| 1953                                             | 7                 | Bruxelles, Belgique           | Europe            | 473, 16 pays             |
| 1957                                             | 8                 | Milan, Italie                 | Europe            | 635, 25 pays             |
| 1961                                             | 9                 | Helsinki, Finlande            | Europe            | 613, 24 pays             |
| 1965                                             | 10                | Washington DC, États-Unis     | Amériques         | 687, 27 pays             |
| 1969                                             | 11                | Belgrade, Yougoslavie         | Europe            | 1189, 33 pays            |
| 1973                                             | 12                | Malmö, Suède                  | Europe            | 1116, 31 pays            |
| 1977                                             | 13                | Bucarest, Roumanie            | Europe            | 1150, 32 pays            |
| 1981                                             | 14                | Cologne, Allemagne de l'Ouest | Europe            | 1198, 32 pays            |
| 1985                                             | 15                | Los Angeles États-Unis        | Amériques         | 995, 29 pays             |
| 1989                                             | 16                | Christchurch Nouvelle-Zélande | Asie-Pacifique    | 955, 30 pays             |
| 1993                                             | 17                | Sofia, Bulgarie               | Europe            | 1679, 52 pays            |
| 1997                                             | 18                | Copenhague, Danemark          | Europe            | 2028, 65 pays            |
| 2001                                             | 19                | Rome, Italie                  | Europe            | 2208, 67 pays            |
| 2005                                             | 20                | Melbourne, Australie          | Asie-Pacifique    | 2038, 63 pays            |
| 2009                                             | 21                | Taipei, Taipei chinois        | Asie-Pacifique    | 2670, 80 pays            |
| 2013                                             | 22                | Sofia, Bulgarie               | Europe            | 2711, 83 pays            |
| 2017                                             | 23                | Samsun, Turquie               | Europe            | 2856, 97 pays            |
| 2021                                             | 24                | Caxias do Sul, Brésil         | Amériques         | 1489, 71 pays            |
| 2025                                             | 25                | Tokyo, Japon                  | Asie-Pacifique    |                          |